# Primera División Femenina de baloncesto 1992-93
La temporada 1992-93 de la Liga Femenina fue la 30ª temporada de la liga femenina de baloncesto. Se disputó entre 1992 y 1993, culminando con la victoria de Costa Naranja Godella.

## Liga regular
| Pos. | Equipo                               | PJ | G  | P  | PF   | PC   | DP   | Pts | Clasificación o descenso        |
| ---- | ------------------------------------ | -- | -- | -- | ---- | ---- | ---- | --- | ------------------------------- |
| 1    | Dorna Godella                        | 30 | 29 | 1  | 2665 | 1789 | +876 | 59  | Campeón                         |
| 2    | Banco Exterior Argentaria            | 30 | 26 | 4  | 2790 | 1966 | +824 | 56  |                                 |
| 3    | Xerox Vigo                           | 30 | 22 | 8  | 2389 | 2061 | +328 | 52  |                                 |
| 4    | Cepsa Tenerife                       | 30 | 20 | 10 | 2230 | 2141 | +89  | 50  |                                 |
| 5    | Cajalón Zaragoza                     | 30 | 17 | 13 | 2069 | 1987 | +82  | 47  |                                 |
| 6    | Canoe N. C.                          | 30 | 17 | 13 | 2330 | 2339 | −9   | 47  |                                 |
| 7    | Sandra Gran Canaria                  | 30 | 16 | 14 | 2367 | 2363 | +4   | 46  |                                 |
| 8    | Universidad de Salamanca Grupo Duero | 30 | 13 | 17 | 2068 | 2245 | −177 | 43  |                                 |
| 9    | Eroski Divino Maestro                | 30 | 12 | 18 | 2256 | 2500 | −244 | 42  | Renuncia la categoría           |
| 10   | CD Donosti                           | 30 | 12 | 18 | 2211 | 2339 | −128 | 42  |                                 |
| 11   | CB Navarra                           | 30 | 12 | 18 | 2066 | 2193 | −127 | 42  |                                 |
| 12   | AD Compañía de María                 | 30 | 12 | 18 | 2351 | 2532 | −181 | 42  | Renuncia la categoría           |
| 13   | Club Juven                           | 30 | 10 | 20 | 2193 | 2385 | −192 | 40  |                                 |
| 14   | Caja Segovia                         | 30 | 10 | 20 | 2240 | 2592 | −352 | 40  |                                 |
| 15   | Reus Ploms                           | 30 | 9  | 21 | 1996 | 2217 | −221 | 39  | Descenso a Primera División "B" |
| 16   | Universitari Barcelona               | 30 | 3  | 27 | 1814 | 2383 | −569 | 33  | Descenso a Primera División "B" |

 Fuente: BRD

## Postemporada
- Campeonas de la Primera División Femenina 1992-93: Dorna Godella (3er título).
- Campeonas de la Copa de la Reina 1992-93: BEX Argentaria (1er título).
- Clasificadas para Copa de Europa de Campeonas 1993-94: Dorna Godella.
- Clasificadas para Copa Ronchetti 1993-94: BEX Argentaria, Xerox Vigo, Cepsa Tenerife y Cajalón Zaragoza.
- Descendidas a Primera División B:  Universitari Barcelona y Reus Ploms (descenso deportivo) y Eroski Divino Maestro y AD Compañía de María (por renuncias, la plaza del primero la ocupa Rioja Lestonnac).
- Ascendidas de Primera División B:  Aucalsa Oviedo.